# Robert Novak
Robert David Sanders "Bob" Novak, född 26 februari 1931 i Joliet, Illinois, död 18 augusti 2009 i Washington, D.C., var en amerikansk kolumnist, journalist och konservativ politisk kommentator.
Novak identifierade 2003 Valerie Plame som hemlig CIA-agent i sin kolumn. Skandalen blev känd som Plamegate och ledde till rättegången mot Dick Cheneys stabschef Lewis Libby som dömdes för att ha förhindrat undersökningen om vem som ursprungligen hade läckt Plames identitet till pressen. Novak själv ställdes aldrig inför rätta för affären.
Novaks memoarbok Prince of Darkness: Fifty Years of Reporting from Washington utkom 2007.